# 北极村国家级自然保护区
北极村国家级自然保护区位于中国黑龙江省漠河市，是中国最北端的国家级自然保护区。总面积为1,375平方千米，其中核心区面积为465平方千米，缓冲区面积为478平方千米，实验区面积为432平方千米。保护区始建于2006年，并于同年被黑龙江省政府批准为省级自然保护区，2016年5月，晋升为国家级自然保护区。

## 气候
北极村保护区位于大兴安岭林区伊勒呼里山北部，地处黑龙江南岸，属于高纬度多年冻土带，气候类型为寒带大陆性季风气候。冬季受到大陆季风的影响，气温骤降，严寒期较长。全年平均气温在-4℃以下，冬季极端最低气温可达-40℃，年平均降水量在400至700毫米之间，无霜期为90至120天。

## 生态
保护区内的植被类型以针叶林和针阔混交林为主。保护区内栖息着大量的濒危和珍稀动物，包括猞猁、欧洲马鹿、驼鹿、原麝和紫貂等。